# オレン・リヨンズ
オレン･リヨンズ（Oren R. Lyons, Jr.、1930年 - ）は、イロコイ連邦のインディアン運動家、首長、画家、作家。

## 来歴
オレン・リヨンズは、ニューヨーク州北部シラキュースそばにあるイロコイ連邦国の一つ、「セネカ族・オノンダーガ族保留地」で、伝統的なイロコイ族の家庭に生まれた。
米軍での兵役を務めた後、シラキュース大学美術学部に進んだオレンは、研究生として「オレンジ・キー」を授与した。また、イロコイ連邦発祥とされるラクロス競技でオールアメリカン選手に選ばれた。この大学チームはオレンの在籍中、無敗を誇った時期があった。同じ大学ではフットボール選手だったジム・ブラウンと交友があった。
1958年にシラキュース大学を卒業。その後、商業デザイナーを務め、ビル・ホーストの「ノークロス挨拶状」のデザインディレクターを務めた。また、画家としても活躍している。この年、美術分野でファイン・アート賞を授与されている。

### イロコイ連邦の調停者となる
1970年、オノンダーガ国に戻り、「フーデノサウニー」（イロコイ6カ国連合）の「亀の氏族の信頼の守り人」のひとりとなった。以後、イロコイ連邦国家の酋長（調停者）として、国連を始め、世界各国で演説を行っている。ことに「ピース・チーフ」として、インディアンの国家権利、世界平和、地球規模の環境問題について積極的に発言と活動を続けている。
1960年代後期からのインディアンたちの権利回復要求運動「レッド・パワー」では、酋長（調停役）として、数々の抗議運動に関わり、インディアン国家とアメリカ合衆国との間で交渉・調停を行った。
1972年に「アメリカインディアン運動」（AIM）が決行した「破られた条約のための行進」を支援し、続く「BIA本部ビル占拠抗議」で交渉役を務め、翌1973年の「ウーンデッド・ニー占拠抗議」では、オグララ・スー族の伝統派が1868年の「ララミー砦条約」に基づいて「オグララ国独立宣言」を発布した際に、イロコイ連邦から代表団を組織して表敬訪問し、宣言を支持している。
1977年、合衆国モンタナ州で開催された「長老と若者たちの伝統的サークル」の立ち上げ人の一人となり、以後、毎年の会合に関わっている。同年、「反人種差別世界会議」（WCAR）に出席している。
1981年、市民運動家のステファン・ガスキン、イナ・メイ・ガスキンとニュージーランドのナムバッサでの催しに参加して講演を行い、地元のマオリ族の領土権運動家たちと交流した。ジュネーヴに本部を置く「国連先住民族人権委員会」に積極的に参画し、各国の先住民族に関する作業部会、諮問機関を確立するために貢献している。
1983年、AIM指導者の一人として連邦訴追を受けたデニス・バンクスを、亡命者としてイロコイ連邦に迎え入れるために6部族の大合議を招集。デニスをオノンダーガ国に亡命させ、これを合衆国に承認させた。
1990年、彼はエリス島名誉勲章を授与された。この年の夏、カナダ政府がモホーク族インディアンの領土侵犯を起こした「オカの危機」で、モホーク族とカナダ、ケベックとニューヨーク州の間に入って調停役を務めた。
オレンは現在も「イロコイ国家ラクロス・チーム」の名誉会長を務めており、この年、オーストラリアのパースで開催されたラクロス国際大会で、アメリカ合衆国、カナダ、イギリス、オーストラリアなどの国家チームに並んで、「イロコイ国家ラクロス・チーム」を史上初の先住民族の国家チームとして出場させている。
1991年4月16日、オレンは17人のインディアン部族代表団とともに、ワシントンD.C.でブッシュ合衆国大統領と面談を行った。
1992年、「環境と開発に関する国際連合会議」（UNCED）のモーリス・ストロング事務局長に招かれ、イロコイ連邦代表団を組織して、リオデジャネイロで開かれたUNCEDの会議に出席した。
この年、「コロンブスのアメリカ上陸500年周年」に合わせ、ジョン・モホーク、ヴァイン・デロリア・ジュニアらと共同で、『Exiled in the Land of the Free: Democracy, Indian Nations and the U.S. Constitution』（「自由の大地からの追放：民主主義、インディアン国家と合衆国憲法」）を上梓した。
1993年、「ラクロス国家栄誉の殿堂」に選ばれた。
ニューヨーク州バッファローの州立大学で、近年まで「アメリカインディアン学科」の教授を務め、インディアン学生のための学究プログラムを監督した。シラキュース大学からは、法学名誉博士を含め、数々の栄誉と賞を受賞している。

## 著作
オレンはインディアンの児童文学者バージニア・ドライビング・ホーク・スネーブ（シチャング・スー族）の作品のイラストも手掛けている。
- 『Dignity: In Honor of the Rights of Indigenous Peoples』 － ダナ・グラックシュタイン著。イラストを担当。
- 『Rebuilding Native Nations: Strategies for Governance and Development』 － ミリアム・ヨーゲンセン編集。序文を担当。
- 『Exiled in the Land of the Free: Democracy, Indian Nations and the U.S. Constitution』 － ヴァイン・デロリア・ジュニアらとの共同編著。
- 『High Elk's Treasure』  － バージニア・ドライビング・ホーク・スネーブ著。イラストを担当。
- 『When Thunders Spoke』  － バージニア・ドライビング・ホーク・スネーブ著。イラストを担当。
- 『Voice of Indigenous Peoples: Native People Address the United Nations』  －国連総会で1992年12月10日に行われた「世界先住民国際年」初日のセレモニーの様子をオレンが執筆。
- 『Wilderness in Native American culture （Wilderness resource distinguished lectureship）』
- 『Dog Story』 － 絵と文
- 『Jimmy Yellow Hawk』  － バージニア・ドライビング・ホーク・スネーブ著。イラストを担当。